# Swazi
Gli Swazi (o Swati, in lingua swati: emaSwati) sono un gruppo dell'etnia Nguni, al quale appartengono anche gli Zulu e gli Ndebele.
Da questi si staccarono al tempo dello Mfecane (fine '700), e pare mantengano ancora quasi intatte le antiche forme culturali tradizionali. Sono stanziati nell'eSwatini, nell'Africa meridionale, su un territorio morfologicamente vario che si estende in massima parte sulla scarpata dell'altipiano del Transvaal.
La società swazi può essere definita una monarchia feudale. Al vertice sta il re che, oltre a essere la suprema autorità politica, amministrativa e giurisdizionale, ha funzione anche di sommo sacerdote.
Anche se molto influenzati dalla cultura europea, conservano in maniera viva la tradizione etnica del paese e questo è dovuto essenzialmente al potere monarchico che si è sempre opposto tenacemente a riforme che potessero in qualche modo modificare i modelli di vita antichi.